# Имплицитный ассоциативный тест
Имплицитный ассоциативный тест (ИАТ, IAT) (англ. Implicit-association test) — психодиагностическая методика, используемая для изучения скрытых ассоциаций в разнообразных контекстах. Наиболее известные исследовательские работы, выполненные с применением данной методики, были направлены на выявление латентного расизма, гомофобии и других предубеждений, которые люди пытаются скрыть на эксплицитном уровне, т.е. намеренно. В последнее время тест также часто используется в психологии рекламы для изучения предпочтений потребителей.
Изначально тестовая методика IAT разрабатывалась в русле социальной психологии применительно к имплицитным аттитюдам, которые проявляются у субъекта как автоматическая оценка (как когнитивного, так и аффективного плана соответственно структурной модели социальной установки) каких-либо объектов без осознания причин возникающих представлений или отношений. Кроме того, IAT позволяет исследовать аттитюды, которые люди не хотят демонстрировать публично и осознанно скрывают при применении других психодиагностических методик.
Выделяются следующие основные области исследований имплицитных процессов:
1. изучение имплицитных когнитивных процессов (памяти, восприятия, мышления);
2. исследования социально-когнитивных процессов и имплицитной стороны личности (социальных установок, стереотипов, предубеждений, Я-концепции, самооценки);
3. изучение неосознаваемых эмоций.[3]

## Описание процедуры исследования
Характер частных аспектов применения методики, а также используемый стимульный материал может варьироваться в зависимости от задач конкретного исследования, тем не менее, можно выделить некоторые общие этапы использования IAT.
При выполнении IАТ участники исследования быстро производят серию оцениваний объектов. Задачами исследования является дифференцирование автоматической ассоциации двух концептов (характеристик) со стимульным атрибутом. В рамках первой задачи концепты предъявляются с двойным выбором с временными интервалами на уровне подпорогового восприятия (100, 400, и 700 мс). На следующем этапе решается вторая задача — предъявление атрибута (например, «приятный» или «неприятный»). Установлено, что ответы на тесно ассоциированные категории (например, «цветок» + «приятный») воспроизводятся быстрее, чем ответы на менее ассоциированные категории (например, «насекомое» + «приятное»). Различия во временных характеристиках таких ответов отражают дифференциацию имплицитных ассоциаций, возникающих вследствие предъявления концептов и атрибута.

## Преимущества и недостатки IAT

### Достоинства методики
Одним из существенных достоинств IAT является преодоление маскировки в ходе самопрезентации подавляющего большинства респондентов. Иными словами, имплицитный ассоциативный тест может выявить отношение к предъявляемому стимулу и автоматические ассоциации даже для субъектов, которые на осознанном уровне предпочитают не демонстрировать таких установок.
Кроме того, визуальный характер используемого стимульного материала позволяет применять ИАТ у различных групп респондентов: например, при работе с детьми и респондентами с низким уровнем грамотности.

### Критика
В рамках критики данной психодиагностической методики отмечается возможность неоднозначной интерпретации полученных результатов, сложность индивидуального подбора стимульного материала, наиболее точно связанного с изучаемым полем аттитюдов, высокий риск влияния внешних отвлекающих факторов на результаты тестирования.
Таким образом, к основным недостаткам имплицитного ассоциативного теста как психодиагностического инструмента можно отнести следующие свойства:
1. Субъективность интерпретации полученных данных, как и в случае проективных методик;
2. Сложность выбора стимульного материала, поскольку наличие тех или иных ассоциаций в значительной степени связано со спецификой культурного кода, социальной средой, возрастом респондента;
3. Высокий риск влияния внешних факторов на результаты тестирования (в данном случае погрешность может быть нивелирована путём увеличения объёма стимульного материала, предъявляемого в рамках исследования);
4. Достаточно длительная процедура исследования, трудоёмкая для респондента (в некоторых случаях экспериментатору приходится решать задачу поиска баланса между ресурсами респондента — в частности, при применении методики у детей — и достаточным для проведения достоверного исследования объёмом стимульного материала).

## Исследования с применением IAT

### Исследование имплицитно существующихгендерных стереотиповс использованием ИАТ
Испытуемым последовательно предъявлялись пары слов, отношения (степень ассоциированности в когнитивной сфере субъекта) между которыми определялись по времени реакции ответа. При анализе скорости ответа на второе слово определяющим являлся вопрос о том, влияет ли содержащий гендерный код прайм на скорость ответов на слова-стимулы в зависимости от содержания в них гендерной специфики. Если после прайма, включавшего гендерную специфику ответы на слова-стимулы следовали быстрее, чем после гендерно-нейтрального прайма, то такие случаи рассматривались как свидетельство существования автоматических (имплицитных) гендерных стереотипов.
В экспериментах первые и вторые слова либо конгруэнтны по критерию гендерной специфики («доктор — он, медсестра — она»), либо неконгруэнтны («доктор — она, медсестра — он»). Всего стимульный материал включал 200 праймов, объединенных в 4 группы:
- «относящиеся к женщинам»;
- «относящиеся к мужчинам»;
- нейтральные по критерию гендера слова;
- цепочки букв (например, ZZZZZ).

В каждой из названных первыми трех групп праймов выделялись две подгруппы: первая содержала слова, связанные с профессиями, предполагающими определенную гендерную специфику в рамках социального контекста. В нее вошли слова «женские» (например, «медсестра», «секретарша»), «мужские» (например, «доктор», «механик»), «нейтральные» (например, «репортер», «почтовый клерк»). Кроме того, в эту подгруппу были включены слова, имеющие сильные ассоциации стереотипного характера с определенным гендером (например, «феминист», «кумир»).
Вторая подгруппа праймов содержала слова, связанные с гендером по определению («женщина», «мужчина»), по родству («мать», «отец»), по титулу («мистер», «мисс», «король», «королева»). В эту подгруппу также были включены морфемы «женские» (например, «salesgirl» [продавщица]), «мужские» (например, «salesman» [продавец]) и «нейтральные» (например, «chairperson» [председатель]). При этом вторыми (служащими для оценивания) словами были шесть местоимений: женские («она», «ей», «ее») и мужские («он», «ему», «его»).
Исследование проводилось в определенной последовательности. Вначале испытуемым предъявлялся ориентирующий символ с длительностью экспозиции 500 миллисекунд. Затем предъявлялся стимул-прайм с длительностью экспозиции 200 миллисекунд. Второе слово-стимул (местоимение), которое следовало определить по гендеру, предъявлялось после паузы в одну миллисекунду и сохранялось на экране монитора до получения ответа. Для каждого участника праймы местоимения включались в пары случайным образом. Всего каждый участник исследования давал 432 ответа в парах «прайм — местоимение». Инструкцией предусматривалось, что участники могут игнорировать предъявляемые им первые слова, но должны как можно более быстро и точно оценивать слова-стимулы, определяя, являются ли они местоимениями женского или мужского рода.
Эксплицитные представления и декларируемые установки участников исследования о гендере определялись на основании вербальных самоотчетов.
В результате анализа широкого набора праймов, показателей времени реакции и параметров автоматической обработки информации было подтверждено существование имплицитных гендерных стереотипов в индивидуальном сознании респондентов. Данный феномен проявлялся даже в тех случаях, когда участники осознавали влияние праймов на даваемую оценку гендерной специфики местоимений. Такой эффект возникал независимо от эксплицитных представлений испытуемых о гендере.

### Имплицитный ассоциативный «Я-Концепт» тест в исследовании когниций, связанных с насилием[7]
Данное исследование было проведено сотрудниками Балтийской международной академии (Рига, Латвия). Цель исследования заключалась в изучении представлений, то есть когниций, связанных с насилием. Они выявлялись с помощью ИАТ и самоотчётных процедур у двух групп респондентов мужского пола — преступников или не имеющих судимости. В рамках исследования были поставлены следующие основные вопросы:
- Имеется ли значимая корреляция между результатами измерений имплицитных ассоциаций, связанных с криминальным насилием (то есть результатами методики ИАТ) и теми декларируемыми установками по отношению к насилию, которые выявляются с помощью самоотчетных процедур, среди осужденных и не имеющих судимости респондентов;
- Присутствует ли связь между характером имплицитных ассоциаций по отношению к криминальному насилию и такими чертами личности, как неклиническая психопатия, нейротизм, экстраверсия;
- Существует ли связь между эксплицитными аттитюдами по отношению к криминальному насилию и перечисленными выше чертами личности.

Выборка включала 141 респондента мужского пола. В ней выделялись следующие группы:
- «Осужденные» — 77 заключенных, находящихся в тюрьме закрытого режима, 20-62 года (средний возраст — 34 года);
- «Неосужденные» — 64 человека, на момент проведения исследования не имевших судимости, 18-62 года (средний возраст — 32 года).

В целях исследования был специально разработан вариант методики ИАТ, содержащий стимулы, которые могли стать потенциальным материалом для ассоциаций с криминальным насилием. Для измерения эксплицитных аттитюдов были использованы самоотчетные процедуры.
При определенных экспериментальных условиях была обнаружена корреляция между результатами имплицитных и эксплицитных измерений. Также были выявлены связи между степенью выраженности психопатии, нейротизма и экстраверсии и аттитюдами по отношению к криминальному насилию, измеренными с помощью самоотчетных процедур и методики ИАТ.

### Исследование представлений о взаимосвязи категорий стресса и болезни в детском возрасте с применением ИАТ[8]
Исследование Т. Читхэм было посвящено установкам и представлениям детей, касающимся здоровья, стресса и болезни. Целью работы было выявление неосознаваемых представлений и аттитюдов, демонстрирующих ассоциативную связь между понятиями болезни и стресса. Методологическими основами исследования являлись стадиальная теория развития представлений о здоровье и теория врожденного понимания.
Выборка включала 32 ребёнка в возрасте 5-11 лет. В ходе экспериментальной процедуры использовалась методика ИАТ с автоматизированным измерением времени реакции на пары понятий с разной степенью противоречивости, «совместимые» (стресс и болезнь) и «несовместимые» (здоровье и болезнь).
В ходе исследования были получены следующие результаты:
- Возраст испытуемых оказывал значительное влияние на время ассоциативной реакции (реакция быстрее у детей старшего возраста).
- Начиная с 5-6 лет дети демонстрируют наличие неосознаваемых ассоциаций между понятиями болезни и стресса в рамках ИАТ (то есть представление о стрессе как об одном из факторов, оказывающих негативное влияние на здоровье).
- Интересно то, что наличие предшествующего опыта болезни не оказывало значимого влияния на результат в рамках данного исследования.
- Наиболее яркого проявления ассоциативная реакция достигает к возрасту 7-8 лет.

Несмотря на небольшой размер выборки, данное исследование является первым примером применения ИАТ для изучения представлений о категориях стресса и болезни в детском возрасте. Результаты имеют практическую значимость с точки зрения формирования у населения корректных установок по отношению к собственному здоровью, понимания важности профилактики.